# 雨血系列
《雨血》（英語：Rainblood）系列是由灵遊坊开发的电子游戏系列，游戏初始版于2008年2月开放下载。目前系列已经正式发布了三部作品，分别是2010年4月发行的《雨血1：死镇》（英語：Rainblood 1: Town of Death）、2011年的《雨血2：烨城》（英語：Rainblood 2: City of Flame）以及2013年11月11日登陆Steam的《雨血前传：蜃楼》（英語：Rainblood Prequel: Castle of Mirage），其中前两作是由RPG Maker XP制作的PC平台游戏，而《雨血前传：蜃楼》由Unity3D制作。《雨血前传：蜃楼》除PC外，還会登陆PlayStation 3、Xbox 360和iOS平台，神猫Masterz负责场景美术以及人物动作监修。而游戏类型也由前两作的角色扮演游戏改为平台游戏。

## 评价
RPGFan为游戏首作打了88%分，并称游戏虽然只用3－7小时就可以通关，但却是完全值得体验的，但是游戏的音乐却难以令人留下深刻印象。